# Беккер, Рут
Рут Элизабет Беккер (англ. Ruth Elizabeth Becker; 28 октября 1899 — 6 июля 1990) — американка, одна из последних выживших пассажиров затонувшего лайнера «Титаник».

## Биография
Рут Беккер родилась в Гунтуре, Индия, в семье американского лютеранского миссионера Аллена Оливера Беккера и Нелли Баумгарднер. Младший брат Рут, Лютер, умер в двухлетнем возрасте. В декабре 1907 года Нелли родила вторую дочь, Марион Луизу, а в 1910 году сына Ричарда.
В начале 1912 года Ричард заболел, и мать с дочерьми решила поехать в Бентон-Харбор, Мичиган. Аллен, как ожидалось, должен был встретиться с семьёй в следующем году.

## «Титаник»
Двенадцатилетняя Рут, вместе с матерью, сестрой Марион и братом Ричардом, села на борт «Титаника» 10 апреля 1912 года в Саутгемптоне, Великобритания. Путешествовали они вторым классом. Вскоре после столкновения в 23:40 14 апреля 1912 года Рут вспоминала, что стюард сказал её матери: «У нас небольшая авария. Они собираются всё устранить и мы отправимся в путь». Понимая, что корабль серьёзно повреждён, Нелли взяла детей и села в спасательную шлюпку.
Стюард помог посадить Марион и Ричарда в спасательную шлюпку 11, но не впустил Нелли. Она умоляла его пропустить её, на что стюард согласился, но отказался пускать в лодку Рут. Нелли крикнула ей сесть в другую спасательную шлюпку. Рут посадил в шлюпку номер 13 шестой офицер Джеймс Пол Муди.
Нелли и её дети были спасены кораблём «Карпатия». В Нью-Йорке они сели на поезд до Бентон-Харбора, Мичиган. Аллен, после окончания миссионерской работы в Индии в 1913 году, присоединился к семье.

## Карьера и свадьба
Рут училась в средней школе в Огайо. Окончила колледж Вустер и стала работать учителем в Канзасе, а позже в Бентон-Харборе. Вышла замуж за своего одноклассника, Даниэля Бленчарда, которому родила троих детей. После 23 лет брака супруги развелись.

## Дальнейшая жизнь
В последующие годы после катастрофы Рут отказывалась говорить о событиях на борту «Титаника», поэтому об этом не знал никто из её детей или учеников. После того, как Беккер переехала в Санта-Барбару, Калифорния, она начала говорить об этом открыто.
В 1982 году Рут приняла участие с другими оставшимися в живых пассажирами в собрании «Исторического общества Титаника» в Филадельфии, Пенсильвания, посвящённому 70-й годовщине гибели лайнера. Позже она принимала участие в собраниях 1987 и 1988 годов. В марте 1990 года Рут отправилась в своё первое после 1912 года путешествие в Мексику.

## Смерть
Рут Беккер умерла 6 июля 1990 года в Санта-Барбаре, Калифорния, в возрасте 90 лет. 16 апреля 1994 года прах был развеян в Атлантическом океане, на месте гибели судна. Ранее в этом месте был развеян прах Фрэнка Голдсмита и четвёртого офицера Джозефа Боксхолла.